# Schlacht von Vertières
Die Schlacht von Vertières (französisch Bataille de Vertières) war die letzte Schlacht des haitianischen Unabhängigkeitskrieges. Sie fand am 18. November 1803 in der Nähe von Vertières im Norden der Insel statt zwischen einer Armee haitianischer Sklaven und französischen Truppen.

## Geschichte
Die Haitianer, angeführt von General Jean-Jacques Dessalines, griffen das stark verteidigte französische Fort von Vertières in der Nähe des Cap-Français (im Norden Haitis) an, wobei die britische Flotte das Fort vom Meer aus blockierte. Nach einer erbitterten Schlacht schlugen sie die französische Kolonialarmee unter General Donatien de Rochambeau zurück und zwangen sie zur Kapitulation. Die haitianische IX. Halbbrigade, die von François Capois kommandiert wurde, spielte eine Schlüsselrolle bei diesem Sieg.
Infolge des Sieges und des Zusammenbruchs der französischen Macht auf der Insel wurde bald, am 1. Januar 1804, die Unabhängigkeit Haitis erklärt.
Zum Gedenken an die Schlacht vom 18. November wird der Tag alljährlich als haitianischer nationaler Feiertag, als Tag der Armee und des Sieges, gefeiert.